# Jardín Botánico de Toyama
El Jardín Botánico de Toyama también llamado Jardín Botánico de la Prefectura de Toyama en japonés: 富山県中央植物園 Toyama-ken Chūō Shokubutsuen, es un jardín botánico e invernaderos de 24.7 hectáreas de extensión administrado por la Prefectura de Toyama, que se encuentra en la ciudad de Toyama, Japón. 
Presenta trabajos para la International Agenda Registration-(Agenda Internacional para la Conservación en los Jardines Botánicos).

## Localización y horario
Toyama-ken Chūō Shokubutsuen, 42 Kamikutsuwada. Fuchu-machi, Toyama-shi, Toyama-ku 939-2713, Honshū-jima, Japón.
Planos y vistas satelitales.36°40′N 137°11′E / 36.667, 137.183
- Altitud: 15 m s. n. m.
- Temperatura media anual: 14,2 °C
- Precipitaciones medias anuales: 2 583 mm

- Abren diariamente excepto los jueves y hay que pagar una tarifa de entrada.

## Historia
La construcción del jardín comenzó en 1989. Los jardines fueron abiertos al público por primera vez en 1993, los invernaderos en los años 1996 y 2000. 
Los jardines promueven la investigación así como la educación, enfocándose en el cultivo, y la preservación, de las plantas. Con este fin el jardín publica un diario del estudiante, El boletín del jardín botánico de Toyama.

## Colecciones
El jardín botánico contiene actualmente unas 5.000 especies de plantas extranjeras y japonesas. Las colecciones más notables incluyen: 
- Los jardines al aire libre contienen:
  - Las plantas de las costas del mar de Japón
  - Plantas de los llanos y los pantanos de poca altura del Japón
  - Arboretum con una colección de árboles de Japón, con un bosquete de avellanos, robles, ...
  - Plantas de la región de Yunnan, China,
  - Colección de Paeonias y de Clematis
  - Plantas fragantes

- Los invernaderos incluyen: 
  - Casa de las plantas tropicales,
  - Casa de las orquídeas
  - Casa de las frutas tropicales,
  - Alpinum,
  - Casa de plantas de Yunnan.